# Anne-Sophie Bailly
Pour les articles homonymes, voir Bailly.
Anne-Sophie Bailly est une réalisatrice et scénariste française. Elle se fait connaitre du grand public en 2024 avec son film Mon inséparable.

## Biographie

### Jeunesse et formation
Née à Besançon dans le Doubs en 1990, Anne-Sophie Bailly a grandi à Pontarlier avant de rejoindre Paris pour ses études supérieures. Elle y étudie la comédie puis intègre La Fémis dans la section réalisation, d'où elle sort diplômée en 2020.

### Réalisation de court-métrages
À la sortie de sa formation, Anne-Sophie Bailly débute avec la réalisation de courts-métrages.
En 2021, elle réalise La Ventrière, l'histoire d'une sage-femme poursuivie par le veuf d'une femme morte en couche. Le film est nommé dans plusieurs festivals dont celui du court-métrage de Clermont-Ferrand.

### Scénarisation
Anne-Sophie Bailly est co-scénariste du film Le Procès du chien, sorti en 2024 et nommé au festival de Cannes. 
Avec sa co-scénariste Laëtitia Dosch, Anne-Sophie Bailly reçoit le Valois du meilleur scénario au festival du film francophone d’Angoulême 2024.

### Réalisation de son premier long-métrage
En 2024, elle réalise le film Mon inséparable avec Laure Calamy et Charles Peccia Galletto. L'histoire du film est inspirée de sa propre jeunesse, lors de laquelle elle rencontre une mère et sa fille présentant une déficience intellectuelle. Lors de ses études à La Fémis, elle développe un scénario autour de ces personnages. Plus tard, elle intègre un Établissement ou service d’aide par le travail (ESAT) pour confronter son scénario et le rendre plus réaliste.
Le film est sélectionné par le festival italien la Mostra de Venise dans la catégorie Orrizonti (Horizons). Elle y remporte le Prix Spécial du Prix Film Impresa.
En France, le film sort en salle le 25 décembre 2024. Son acteur principal, Charles Peccia-Galleto, est présélectionné dans la catégorie meilleure révélation masculine aux César 2025, mais il est absent des nominations

## Filmographie

### Actrice
- 2017 : En attendant les barbares[12], d'Eugène Green (film lauréat du Prix Principauté des Asturies[13]) : la peintre
- 2017 : Comment Fernando Pessoa sauva le Portugal (court-métrage)[14])

### Réalisatrice
- 2020 : Acte cent : la relève, court-métrage[15]
- 2021 : La Ventrière, court-métrage[16]
- 2023 : En Travail, court-métrage[17]
- 2024 : Mon inséparable

### Scénariste
- 2024 : Mon inséparable
- 2024 : Le Procès du chien